# Aliança da Esquerda Europeia pelo Povo e pelo Planeta
A Aliança de Esquerda Europeia para os Povos e o Planeta (ELA) é um partido político europeu fundado por partidos da esquerda verde e feminista que se separaram do Partido da Esquerda Europeia. É composto por sete partidos em torno do movimento Agora o Povo, formado antes das eleições europeias de 2024 . Os seus membros tendem a ser partidos mais recentes, de tendência verde-esquerdista, e lamentam o domínio dos partidos comunistas tradicionais após o resultado das eleições e a saída de dois partidos do Partido da Esquerda Europeia (o Bloco de Esquerda de Portugal e o Vänsterförbundet da Finlândia).
O primeiro membro oficialmente confirmado da AEE foi a Aliança Vermelha-Verde dinamarquesa, Enhedslisten. Os partidos europeus como a AEE e o PEE não se confundem com o grupo no Parlamento Europeu em que os seus membros têm assento (A Esquerda no Parlamento Europeu – GUE/NGL). O grupo parlamentar permanece como um espaço pluralista com os partidos da AEE e do PEE.

## Partidos membros
| País      | Nome                     | DE     | DN       | Status            |
| --------- | ------------------------ | ------ | -------- | ----------------- |
| Dinamarca | Aliança Vermelha e Verde | 1 / 14 | 9 / 179  | Oposição          |
| Finlândia | Aliança de Esquerda      | 3 / 15 | 11 / 200 | Oposição          |
| França    | França Insubmissa        | 9 / 81 | 70 / 577 | Oposição          |
| Polónia   | Esquerda Unida           | 0 / 53 | 5 / 460  | Oposição          |
| Portugal  | Bloco de Esquerda        | 1 / 21 | 1 / 230  | Oposição          |
| Espanha   | Podemos                  | 2 / 61 | 4 / 350  | Apoio parlamentar |
| Suécia    | Partido da Esquerda      | 2 / 21 | 24 / 249 | Oposição          |

## Nas Instituições Europeias
| Organização        | Instituição                            | Número de lugares |
| ------------------ | -------------------------------------- | ----------------- |
| União Europeia     | Parlamento Europeu                     | 18 / 720          |
| União Europeia     | Comissão Europeia                      | 0 / 27            |
| União Europeia     | Conselho Europeu (Chefes de Governo)   | 0 / 27            |
| União Europeia     | Conselho da União Europeia (Ministros) |                   |
| União Europeia     | Comité das Regiões                     | 0 / 329           |
| Conselho da Europa | Assembleia Parlamentar                 |                   |